# Zentralhalle (Bayreuth)

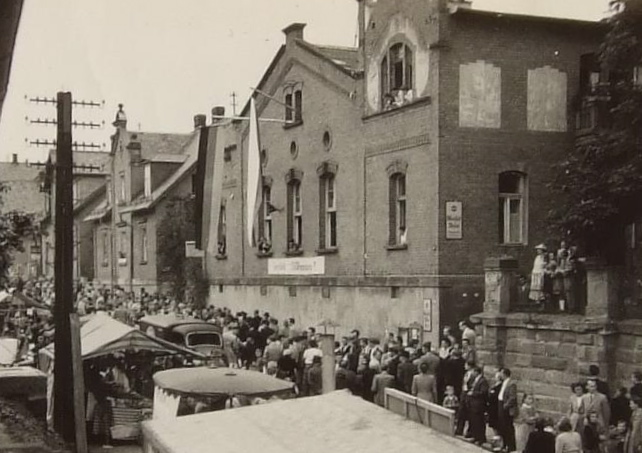
„Kreiza Kerwa“ in und vor der Zentralhalle, 1952

Die Zentralhalle im Bayreuther Stadtteil Kreuz war eine am 4. Dezember 1897 eröffnete Gaststätte mit Saal und Freigelände. Als Versammlungsort der Arbeiterbewegung genutzt, war sie historisch nicht unbedeutend. Auch die „Kreiza Kerwa“ (Kreuzer Kirchweih) hatte dort ihre Anfänge. 1995 wurde der baulich bemerkenswerte Klinkerbau abgerissen.

## Anfänge und erste Jahrzehnte
Mit dem Erlass des Sozialistengesetzes vom 10. Oktober 1878 waren unter anderem die Bayreuther Arbeiter-Liedertafel und der Schneiderverein unverzüglich verboten worden. Nach der Aufhebung dieses Gesetzes am 1. Oktober 1890 endete die Verfolgung der politischen Arbeiterschaft jedoch nicht. Alle Wirte, die dem 1885 gegründeten Wahlverein ihr Lokal für Versammlungen zur Verfügung stellten, wurden unter strenge polizeiliche Aufsicht gestellt. Häufige Lokalwechsel waren die unerlässliche Folge. Erst als 1898 der Restaurateur Fritz Görl die Central-Halle errichtete, fanden die Bayreuther Arbeiterorganisationen eine feste Bleibe.

Zentralhalle Bayreuth um 1900

Am 14. März 1897 hatte sich das Bayreuther Gewerkschaftskartell konstituiert. Im Stadtteil Kreuz, der schon früh durch die Arbeiterbewegung geprägt worden war, hatte es fortan seinen natürlichen Mittelpunkt. Görl hatte die Versammlungsstätte unter großen persönlichen Opfern verwirklicht, bei ihrer Fertigstellung war er 28 Jahre alt. In seinen Reden schlug er eine scharfe Sprache an, wetterte gegen die kapitalistische Weltordnung, bürgerliche „Klimbimvereine“ und örtliche „Bauprotzen“. Im Januar 1905 starb er im Alter von 36 Jahren und hinterließ eine Ehefrau und vier Kinder. Die SPD-Zeitung Fränkische Volkstribüne schrieb: „Als Sohn des Volkes wird er weiterleben bei der gesamten aufgeklärten Arbeiterbevölkerung“.
1895 sollte die Polizei unauffällig kontrollieren, ob in der Wolf’schen Gastwirtschaft offenkundige Anhänger der Sozialdemokratie verkehrten. Der Wirt verneinte dies mit dem Hinweis, die SPD gehe jetzt „ins Kreuz“. Ein Polizeibericht aus dem Jahr über „diejenigen im Stadtbezirk Bayreuth ausgehobenen jungen Leute, welche Anhänger des Anarchismus oder der Sozialdemokratie sind“ veranschaulicht die damalige Situation. Als am 8. September 1900 Helma Steinbach aus Hamburg in einer Rede in der Zentralhalle die Kolonialpolitik der Regierung kritisierte, wurde die Veranstaltung vorzeitig aufgelöst.
Gesellige und politische Veranstaltungen der Arbeiterbewegung hatten jahrzehntelang in der Zentralhalle ihre Heimat. Zunächst hatten die Feiern zum Ersten Mai, die in den 1890er Jahren jeweils auf einen Sonntag nach dem „Kampftag der Arbeiterklasse“ gelegt wurden, keinen festen Platz in der Stadt. Nach der Fertigstellung der Zentralhalle wurde diese zum Ort der Kundgebungen und Festlichkeiten. Görl, der zugleich Festwirt war, sorgte für ein „reichhaltigstes Programm“, wobei von den Männern 20 Pfennig Eintritt, von Frauen die Hälfte verlangt wurde. Erst 1910 wagten sich SPD und Arbeiterschaft auf den beliebten Versammlungsplatz am Mainflecklein.
Im Dezember 1898 berief Marian Reichel „alle Freunde der freien Turnsache“ zur Vorbereitung eines Arbeiter-Turnvereins in die Zentralhalle ein. Mit der Auflage, sich nicht politisch zu betätigen, genehmigte der konservative Stadtmagistrat dessen Gründung. Die Mitglieder, die sich zunächst an diese Spielregel hielten, turnten in den ersten Jahren des Bestehens der Freien Turner (1919 in Turn- und Sportverein 1898 Bayreuth (Tuspo 98) umbenannt und 1969 im Bayreuther Sportverein von 1898 (BSV) aufgegangen) in der Zentralhalle.
Der Biergarten der Gaststätte war an den Wochenenden und während des Volksfestes „Kreiza Kerwa“ ein beliebtes Ausflugsziel der Bayreuther Bevölkerung.

## Zeit des Nationalsozialismus
In den frühen 1930er Jahren kam es wiederholt zu Saalschlachten zwischen Sozialdemokraten und SA-Leuten. Am Tag vor der Reichspräsidentenwahl 1932 überfiel ein Trupp uniformierter SA-Leute die Zentralhalle. Die beiden von der SPD aufgestellten Lokalwachen wurden geschlagen und auf einem LKW in das NS-Parteilokal Schoberths-Garten in der Sophienstraße verschleppt. Nach der Machtübernahme der NSDAP nutzten die Nationalsozialisten die Zentralhalle als Versammlungsstätte.

## Nachkriegsjahre und Ende
In den ersten Jahren nach dem Zweiten Weltkrieg dienten die Gaststätte und der Saalbau den US-Streitkräften als Club. Während dieser Zeit konnte die „Kreiza Kerwa“ nicht an ihrem angestammten Platz abgehalten werden. In den 1960er Jahren wurde die Zentralhalle erst zum Nachtlokal „Lilo-Bar“ und dann zum Königreichssaal der Zeugen Jehovas. Beim im August 1973 dort veranstalteten Bierfest der Brauerei Gebr. Maisel trat der Festspielchor mit Karl Ridderbusch auf.
Seit 1963 stand die Zentralhalle leer. Am 26. Mai 1993 beschloss der Stadtrat einstimmig, die Bausubstanz des Anwesens zu erhalten und zu sanieren. Das gleiche Gremium beschloss am 19. Juli 1995 mit Dreiviertelmehrheit den „umgehenden“ Abbruch, obwohl das Gebäude mittlerweile in die Denkmalschutzliste aufgenommen worden war. Eine der Begründungen für die Aufhebung des Beschlusses zum Erhalt der Halle war, dass sich das Grundstück samt Halle nicht verwerten lasse. Erst nach dem Abriss des Gebäudes sollte der vereinbarte Grundstückstausch mit der Bayreuther Wohnungsbaugenossenschaft, Eigentümerin des Studiobühnen-Areals, oder die Suche nach einem anderen Interessenten anlaufen.
Eine Initiative zur Rettung und künftigen Umnutzung des geschichts- und symbolträchtigen Gebäudes als Bürgerbegegnungsstätte konnte den unter einem sozialdemokratischen Oberbürgermeister genehmigten Abriss im September 1995 nicht verhindern. Noch im Juni jenes Jahres hatte der Förderverein Zentralhalle Bayreuth auf seiner Jahresversammlung vor einem weiteren Verfall des Gebäudes gewarnt. Die Arbeiterwohlfahrt sei interessiert, die Zentralhalle bei einem günstigen Kaufpreis seitens der Stadt zu erwerben. Sie wolle die Räumlichkeiten für eine Begegnungsstätte für Jung und Alt sowie für ein Altenheim nutzen.
Am 28. August wurde mit dem Abriss der Zentralhalle begonnen. Für die Arbeiten, die innerhalb von zwei Wochen abgeschlossen sein sollten, wurden Kosten in Höhe von 75.000 DM veranschlagt. Am 2. Dezember 1996 schrieb die örtliche Tageszeitung Nordbayerischer Kurier: „Die Stadt Bayreuth hatte, gegen Widerstände, im September 1995 die in schlechtem baulichen Zustand befindliche Zentralhalle im Stadtteil Kreuz abreißen lassen, da ihr eine Sanierung unerschwinglich schien. Die Zentralhalle hatte den Befürwortern einer Sanierung als Bayreuther Symbol der Arbeiterbewegung gegolten.“